# Hesperocallidaceae
Classification APG II (2003)
Famille
Classification APG III (2009)
Les Hesperocallidaceae est une famille qui ne comprend qu'une seule espèce : Hesperocallis undulata. 
C'est une plante bulbeuse dont les fleurs ressemblent à celles des lys. Les feuilles allongées-lancéolées sont ondulées et disposées en rosette, haute de 30 cm. La hampe florale peut atteindre 2 m lors d'années pluvieuses, elle est originaire des déserts du sud-ouest des États-Unis (Californie, Arizona). 

## Étymologie
Le nom vient du genre Hesperocallis, dérivé du latin hesper, « soir », et de calli, lui-même issu du grec  κάλλος / kállos, « beau », littéralement « beauté du soir ».

## Classification
En classification classique de Cronquist (1981) la famille n'existe pas et Hesperocallis undulata est assigné à la famille des Liliaceae.
En classification phylogénétique APG II (2003), cette famille est optionnelle, et l'espèce peut être incluse dans la famille Asparagaceae.
En classification phylogénétique APG III (2009) cette famille est invalide et ses genres sont incorporés dans la famille Asparagaceae.